# Crkva Presvetog Trojstva (Kraljevec na Sutli)
Crkva Presvetog Trojstva je rimokatolička crkva u općini Kraljevec na Sutli, zaštićeno kulturno dobro.

## Opis dobra
Jednobrodna, pravilno orijentirana župna crkva Presvetog Trojstva smještena je uz glavnu cestu u naselju Kraljevec na Sutli. Tlocrtnu osnovu crkve čine gotovo kvadratna lađa s ulaznim dijelom i kvadratnim, nešto užim svetištem, iznutra polukružno a izvana poligonalno zaključenim. Crkva svojom vanjštinom prati oblikovne zakonitosti kasnog klasicizma, dok je interijer još uvijek u tradiciji kasnog baroka. Inventar potječe iz 19. st. Sagrađena 1836. g. na mjestu starije zidane kapele, poznata je po zvoniku koji je oblikovan prema starom zvoniku zagrebačke katedrale. Zgrada župnog dvora izgrađena 1858. g. Klasicističkog pročelja prostorno ipak nastavlja kasnobaroknu tradiciju.

## Zaštita
Pod oznakom Z-4107 zavedena je kao nepokretno kulturno dobro – pojedinačno, pravnog statusa zaštićena kulturnog dobra, klasificirano kao "sakralna graditeljska baština".